# ぬるぽ
ぬるぽ（ヌルポ）は、プログラミング言語であるJavaにおいて、処理に異常（例外）が発生したときに表示されるメッセージのひとつであるjava.lang.NullPointerExceptionの略語。
匿名掲示板2ちゃんねるのプログラマー板が発祥とされ、2ちゃんねる用語としても知られる。

## 概要
起源については2ちゃんねる上のぬるぽが起源という説や、IRC上などでプログラマーの間で既に広まっていた呼称が2ch.netへ投稿されたものという説、オンラインゲーム上での流行が2chに伝播した、など諸説ある。2ちゃんねる用語辞典である『2典』には「プログラマー板で「NullPointerExceptionのことを「ぬるぽ」と呼ぼうぜ！」と言われたのが始まり」とある。
本来の意味で使われることは少なく、単にその場を茶化したいときなどに意味も無く書かれることが多い。また、NullPointerExceptionはJavaによるプログラミングでのバグにより実行時にエラーとして見かけることが多いため、「良くないこと」「あってはいけないこと」の揶揄として使われることも多い。
この「ぬるぽ」の書き込みが掲示板内であったときは、「ガッ」と叩いているAA、あるいはただ単に「ガッ」（通常は半角カナで書かれる）というレスを返すのがお約束となっている。その理由について『2典』では「goo辞書で「ぬるぽ」の意味を検索したところ、「殴る」だったため」という説と「Javaの例外（エラー）なので見つけたら叩くのはあたりまえ」という説の2つが挙げられている。
なお、2ちゃんねるにおいて「だめぽ」のように「-ぽ」が終助詞として使われることがあるが、これは「ぬるぽ」とは発祥の経緯や意味が全く異なる（2ちゃんねる用語#2ちゃんねる用語の分類も参照）。

## 「ぬるぽ」と「ガッ」
ぬるぽ教科書よりの引用でその発祥を示す。
2ちゃんねる用語としての「ぬるぽ」は、2002年6月20日に、プログラマー板の「NullPointerExceptionを「ぬるぽ」と呼ぶスレ」で発生した。
```
　　 ∧＿∧
　　（　´∀｀）＜ ぬるぽ
```

このスレが建って2分後に、>>2が、>>1を「ガッ」した。その後、次々とぬるぽが書き込まれ、それに対して、次々とガッが書き込まれた。
```
　　 （　・∀・）　　　|　|　ｶﾞｯ
　　と　　　　）　 　 |　|
　　　 Ｙ　/ノ　　　 人
　　　　 /　）　 　 < 　>__Λ∩
　　 ＿/し'　／／. Ｖ｀Д´）/ ←>>1
　　（＿フ彡　　　　　 　　/
```

以上が、検証可能な中で最古の「ぬるぽ」「ガッ」であり、伝統の始まりである。2003年には2ch全体で「ぬるぽ」のブームが起こった。「ぬるぽ」という言葉の響きが面白かったことや、管理人ひろゆき自らが運営系の板で「ガッ」してみせたこと、また荒らし（山崎渉事件が有名）が全板に「ぬるぽ」をばら撒いたことなどから、瞬く間に「ぬるぽ」は2ch全板に普及した。あるコテハンまとめによれば、作成当時（2005年秋頃）にはなんと30近い板にぬるぽスレがあったことが確認されている。
現在は、各板の「NullPointerExceptionを「ぬるぽ」と呼ぶスレ」コテハン（ぬるぽに関わるコテハンは通称「ぬるコテ」と言われる）の集まりであるぬるぽ板の設置や、「ガッ」のために用いられるAAを容易に使うための「殴打1号」「殴打2号」が開発されるなどしている。
Windows Live メッセンジャーで、Windows Live Agentsのまいこに「ぬるぽ」とメッセージを送ると、「ガッ」と返された。ただし、現在はまいことのメッセンジャーによるチャットサービスは終了している。
英語圏の掲示板では NullPointerException を“NPE”と略して表記する。これを受けて日本では「NPEを“んぺ”と呼ぼう」と働きかけた者もいたが普及には至らなかった。
そして、ゲーム「太鼓の達人」にてsampling masters MEGA（細江慎治）が作った「Rotter Tarmination」の曲中、「ぬるぽガッ」という音声のサンプリングがある。
なお、「ぬるぽ」から派生した「ぬるり」や「ぬるぁ」、「あめぇ」にもそれらに対応する「ゴッ」や「タムッ」、「ドッ」という返しが存在する。